# Gajnskij rajon
Il Gajnskij rajon (in russo Гайнский район?) è un municipal'nyj rajon (муниципальный округ) del Circondario dei Komi-Permiacchi nel Territorio di Perm', in Russia; il centro amministrativo è il villaggio di Gajny.